# Амореи
Амореи (аморреи, амориты, сутии) — кочевой западносемитский народ древней Передней Азии, говоривший на аморейском языке.

## Происхождение
Сутии (самоназвание амореев, по некоторым источникам — самоназвание одного из трёх союзов аморейских племён) возводили свою родословную к легендарному праотцу Суту, отождествляемому с третьим сыном Адама и Евы Сифом (Шетом в еврейских текстах).
На арену мировой истории амореи выходят в 3-м тысячелетии до н. э. как скотоводы-семиты, кочующие в Сирийской степи между Ханааном и Шумером. Первоначально амореи жили патриархальными родами. Старейшим аморейским городом считается Угарит[уточнить].
В 4-м тысячелетии до н. э. среди населяющих Аравию семитских племён выделилось несколько ареалов, а в конце 4-го — начале 3-го тысячелетия до н. э. происходит значительное переселение народов. Восточные семиты, вышедшие к среднему Евфрату и впоследствии переселившиеся в Месопотамию, были предками аккадцев, живущие у границ Сирии и впоследствии распространившиеся в Сирию и Верхнюю Месопотамию северные семиты известны как эблаиты, живущие в североцентральной Аравии т. н. западные семиты стали предками амореев, ханаанеев и древних евреев. Часть западносемитских племён переместилась в Сирию, а оттуда распространилась в Ханаан, перейдя к оседлому земледелию — на этой основе сложились ханаанеи. Часть осталась в степях и занималась кочевым скотоводством — на этой основе сложился этнос сутиев. Уже около 2400 года до н. э. сутии были известны шумерам как их южные соседи.
Около начала XXII века до н. э. сутии широко расселяются вдоль Евфрата на северо-запад, занимая нагорье Джебель-Бишри (ставшее теперь их центром) и сопредельные области Сирии, где ассимилируют местный западно-семитский народ эблаитов, надломленных аккадскими (см. Аккад) походами предыдущего столетия; после этого на сутиев и переходит месопотамское название «амореи» (букв. «западные люди»), как ранее называли именно эблаитов. В ходе этого расселения выделилось три племенных союза сутиев: собственно сутии (они же диданы) на северо-западе, ханеи в центре и бин-ямина на юге и юго-востоке. 

## История
Во второй половине XXI века до н. э. одна группа кочевых племён амореев вторгается в Месопотамию (Аккад) с запада, а другая вторгается в Ханаан. Цари III династии Ура построили стену вдоль края «гипсовой» пустыни от Евфрата до Тигра, которая была предназначена защитить Нижнюю Месопотамию с севера. Но аморейские пастухи, не пытаясь прорваться на юг через эту пустыню и построенную царскими работниками стену, перешли Верхнюю Месопотамию поперёк, с запада на восток, переправились через Тигр, затем через реку Диялу и начали вторгаться на поля Нижней Месопотамии с востока на запад.
Племена западных семитов (амореев) в Месопотамии не образовывали какого-либо единства. Напротив, амореи разделились на множество совершенно независимых друг от друга и нередко враждовавших племён. На реке Хабур обитала одна часть племени идамарац, на Среднем Евфрате пасли своих овец среди прочих — бин-симала, ханейцы (анейцы) и бин-ямина, причём их ответвления под особыми названиями держались также и гораздо южнее; так, между Евфратом и Тигром в Южном Двуречье кочевали племена амнанум, яхрурум, рабабум, а может быть, и ряд других, и в то же время они составляли часть бини-ямина и ханейцев. Часть племени амнанум пасла скот даже далеко на юге страны, возможно, в степи Ан-эдена, между Уруком и Уммой, а севернее их в Центральном Двуречье, восточнее и западнее Ниппура держалось племя нумхум. Пастбища же вдоль Тигра и за Тигром были заняты ниже долины реки Диялы племенами мутиябаль и ямутбала, а выше Диялы, до гряды Джебель-Хамрин — второй частью племени идамарац.

### Аморейские царства
В XIX веке до н. э. амореи создают в Месопотамии три царства с центрами в Вавилоне (основатель династии Суму-абум), Иссин, Эшнунна и Ларса, которые были объединены в следующем столетии под началом царя Хаммурапи. В дальнейшем месопотамские амореи отразили натиск касситов с востока. Серьёзный удар по амореям в XVI веке до н. э. нанесли хетты, которые захватили Вавилон и фактически отдали Месопотамию под власть старых врагов касситов.
Создание империи Хаммурапи и экспансия хурритов в XVIII—XVII веках до н. э. стали поворотным этапом в судьбе амореев. Отныне зонами их сплошного обитания остаются только Нижняя Месопотамия, Сирийская степь и Заиорданье (царство Васан и союз «Сынов Шета»), в то время как в северной, уже заселённой преимущественно хурритами, части этого ареала, остаются только отдельные аморейские племена. Тем не менее за территориями современных Ливана и Сирии к западу от Евфрата закрепилось название «Амурру» (то есть страна амореев). Там создаётся союз Ямхад.

### Упадок
В XVI веке до н. э. хетты совместно с касситами кладут конец аморейской Вавилонии. Одновременно египтяне под началом фиванских фараонов XVIII династии кладут конец господству гиксосов, изгнав их из Египта и взяв под свой контроль территорию Ханаана (Палестины) и Финикии (Ливана). Бежавшие в Сирийскую степь амореи формируют отряды хапиру. С очередным ослаблением Египта и началом арамейского расселения XIV века до н. э. хапиру формируют союзы Аммон, Израиль, Моав и Эдом.
Джебель-Бишри отныне именуется уже не «Горами амореев», а «Горами ахламеев» (арамейское племя). В конце XIII—XII веков до н. э. (катастрофа бронзового века) древнееврейские племена уничтожили или ассимилировали амореев Ханаана и Заиорданья; последние изолированные племена сутиев в Месопотамии были поглощены арамейской средой в VII веке до н. э.

## Амореи в Библии
Согласно Библии, Аморрей был четвёртым сыном Ханаана (сын Хама), а также братом Хета и Иевусея (Быт. 10:15). В эпоху Авраама они участвовали вместе с армией Содома в отражении нашествия эламитов Кедорлаомера (Быт. 14:7). Ко времени вторжения евреев амореи владели восточным берегом реки Иордан (между землями Васан и Моав — Чис. 21:13—25), а также рядом городов южного Ханаана, в том числе Иерусалимом, Лахишем и Хевроном (Нав. 10:5). Рассказ о том, как Иисус Навин остановил солнце, относится к его битве с пятью царями аморейскими (Нав. 10:1-27). Одним из известных царей амореев был Сигон, безуспешно пытавшийся противостоять израильтянам (Чис. 21:21, 24). Основатель Израильско-Иудейского царства Саул добился полного подчинения амореев (1 Цар. 7:14), включая жителей Гаваона. Иезекииль называет Иерусалим дочерью аморея (Иез. 16:4)

## Список аморейских государств
| В Сирии/Леванте: - Амурру - Ямхад - Катна - Эмар - Васан - Третье царство Эблы - Мари (династия Яггид-Лима) | В Месопотамии: - Вавилон (I Вавилонская династия) - Ларса - Исин - Эшнунна - Курда - Андариг - Апум |